# Raffaele Gargiulo
Raffaele Gargiulo (* 1785; † 1870) war ein italienischer Konservator, Restaurator und Kunsthändler.

## Leben
Raffaele Gargiulo war als Restaurator am Muséo Borbonico in Neapel beschäftigt. Dort war er neben dem für die Restaurierung der Bronzen verantwortlichen Raffaele Trapani für die Restaurierung der Keramikvasen zuständig. Zudem betätigte er sich als Kunsthändler auf dem Neapeler Antikenmarkt und war insbesondere an der Zusammenstellung der Sammlung des Barons Franz von Koller mitverantwortlich, deren Bestände heute großen Anteil an der Bedeutung der Sammlungen der Antikensammlung Berlin haben. Wie zu dieser Zeit häufig, benutzte er bei seinen Restaurierungsarbeiten nicht selten Scherben verschiedener Gefäße, um daraus neue Vasen zu kreieren, andere Scherben wurden sogar passend gemacht. In der Berliner Antikensammlung, die zudem über andere Sammlungen in den Besitz von Gargiulo restaurierter Vasen kam, befinden sich mit dem Kelchkrater F 2640 und dem Kolonettenkrater F 2882 sogar zwei Vasen, die vor allem im Falle der zweiten Vase lange als herausragende und einmalige Stücke galten, sich aber durch moderne Untersuchungsmethoden in den 1990er Jahren weitestgehend als moderne Fälschungen Gargiulos erwiesen, der hier nur Randteile antiker Vasen verwendete. Die Vasen gelten heute nicht als Fälschungen, sondern als Form der Antikenrezeption im 19. Jahrhundert. Zudem zeugt es von der hohen Qualität der Arbeit Gargiulos. Nach dem Tod Kollers verbrachte Gargiulo 1826/27 fünf Monate auf dessen Landsitz in Obříství, um die Sammlung aus 3000 Objekten für den Verkauf zu katalogisieren. Den Zuschlag bekam am Ende der preußische König.

## Schriften
- Cenni sulla maniera di rinvenire i vasi fittili italo-greci. Sulla loro costruzione, sulle loro fabbriche più distinte e sulla progressione e decadimento dell’arte vasaria. Neapel 1831. (2. Auflage. Neapel 1843 archive.org)